# Timothy Barlow
Timothy Barlow, nome d'arte di Michael John Leigh Barlow (Blackpool, 18 gennaio 1936 – 20 gennaio 2023), è stato un attore britannico che ebbe molteplici comparse in diversi film e serie TV.

## Biografia
Barlow si arruolò nell'esercito, che poi lasciò nel 1969, suggerito da Sir Laurence Olivier e da Trevor Nunn. Ebbe poi successo con uno spettacolo teatrale di nome My Army, nel quale descrive la vita nell'esercito degli anni sessanta. Si diede poi al cinema.
Uno dei suoi ruoli più importanti fu quello del signor Moro al fianco di Jeff Goldblum in Due metri di allergia. Interpretò anche Tyssan in Doctor Who. Apparve inoltre in Hot Fuzz. Nel 2008 interpretò il ruolo dell'Onnipotente in 10.000 A.C..

## Filmografia parziale

### Cinema
- La notte dell'aquila (The Eagle Has Landed), regia di John Sturges (1976)
- Qualcuno sta uccidendo i più grandi cuochi d'Europa (Who Is Killing the Great Chefs of Europe?), regia di Ted Kotcheff (1978)
- Due metri di allergia (The Tall Guy), regia di Mel Smith (1989)
- Mary Reilly, regia di Stephen Frears (1996)
- La cugina Bette (Cousin Bette), regia di Des McAnuff (1998)
- I miserabili (Les Misérables), regia di Bille August (1998)
- I vestiti nuovi dell'imperatore (The Emperor's New Clothes), regia di Alan Taylor (2001)
- Hot Fuzz, regia di Edgar Wright (2007)
- Lezione ventuno, regia di Alessandro Baricco (2008)
- 10.000 AC (10,000 BC), regia di Roland Emmerich (2008)
- The Christmas Candle, regia di John Stephenson (2013)
- Rachel, regia di Roger Michell (2017)

### Televisione
- Valle di luna (Emmerdale Farm) – soap opera, 1 puntata (1973)
- Dixon of Dock Green – serie TV, 1 episodio (1976)
- Doctor Who – serie TV, 4 episodi (1979)
- Il perduto amore (In Loving Memory) – serie TV, 1 episodio (1984)
- Le avventure di Sherlock Holmes (The Adventures of Sherlock Holmes) – serie TV, 1 episodio (1985)
- Hannay – serie TV, 1 episodio (1988)
- Cracker – serie TV, 1 episodio (1993)
- My Life in Film – serie TV, 3 episodi (2004)
- Roma (Rome) – serie TV, episodio 2x01 (2007)
- Derek – serie TV, 14 episodi (2012-2014)
- Sherlock – serie TV, 1 episodio (2016)
- L'alienista (The Alienist) – serie TV, 1 episodio (2018)
- The New Pope – serie TV, 2 episodi (2019-2020)